# Samuel Petri Wiridén
Samuel Petri Wiridén, född 17 januari 1715, död 7 mars 1775 i Linderås församling, Jönköpings län, var en svensk präst. 

## Biografi
Samuel Wiridén föddes 1715. Han var son till komministern i Vårdnäs församling. Wiridén blev 1737 student vid Uppsala universitet och avlade magisterexamen där 1749. Han prästvigdes 1747 i Stockholm och blev huspredikant hos amiralskan Apelbon. År 1750 blev han domest. episc. i Linköping och 1757 kyrkoherde i Linderås församling. Han var opponent vid prästmötet 1763. Wiridén avled 1775 i Linderås församling.

### Familj
Wiridén gifte sig 1757 med Elisabeth Keplera. Hon var dotter till en kyrkoherde i Finland. Keplera hade tidigare varit gift med komministern Bergling i Kärna församling. Wiridén och Keplera fick inga barn tillsammans.